# Popo
Popo é uma vila ao norte da Costa do Marfim. Está localizada no departamento de Tengrela, no distrito de Bagué, na região das Savanas.

## História
Em 1897, após arrasar Tengrela na atual Costa do Marfim, o fama Babemba Traoré (r. 1893–1898) do Reino de Quenedugu dirigiu-se Popo, que acabou de se submeter a Samori Turé do Império de Uassulu e destruiu-a.